# Batalla de Marcianòpolis
La batalla de Marcianòpolis va ser una batalla que es va lliurar l'any 376 en el marc de la Guerra gòtica que formava part de la problemàtica causada per la migració dels gots. En questa batalla es van enfrontar tropes de diverses tribus germàniques contra l'exèrcit romà d'Orient, que s'encarregava de la defensa de la província de Tràcia.
Aquesta batalla va ser la primera important de les d'aquella guerra, i va acabar amb la victòria dels gots. Els germànics van trencar les línies romanes a la primera càrrega i la majoria de legionaris va morir en els enfrontaments produïts per aquesta penetració. El comes Lupicí va aconseguir escapolir-se i es va refugiar darrere de les muralles de Marcianòpolis. Fritigern, el cap dels tervings que atacaven als romans, va recollir les armes dels morts per armar al seu exèrcit.